# South Africa Amateurs
South Africa Amateurs es una selección amateur de rugby regulada por la South African Rugby Union (SARU).
Se creó en el 2000 como una selección secundaria para representar a su país en la recientemente creada Africa Cup. En el 2000, 2001 y 2005 compitió bajo el nombre de South Africa U23; en las ediciones del 2006 y 2007 adoptó el nombre de South Africa Amateurs.

## Palmarés
- Africa Cup (3): 2000, 2001, 2006[2]

## Participación en copas

### CAR Championship
- CAR 2000: Campeón invicto[3]
- CAR 2001: Campeón invicto[4]
- CAR 2005: Semifinalista[5]

### Africa Cup
- Africa Cup 2006: Campeón invicto[6]
- Africa Cup 2007: 2º en el grupo[7]